# Hugo Dupont
Pour les articles homonymes, voir Dupont ou Dupond.
Pas d'image ? Cliquez ici

a Compétitions nationales et continentales officielles uniquement.

Dernière mise à jour le 10 juin 2017.
Hugo Dupont, né le 29 septembre 1988 à Échirolles, est un joueur français de rugby à XV évoluant au poste d'arrière. Il est le frère aîné de Lucas Dupont, également joueur de rugby.

## Biographie
Formé à l'Amicale laïque Échirolles rugby, dans la banlieue grenobloise, il rejoint le FC Grenoble en 2008 à l'âge de 20 ans. Il dispute son premier match avec l'équipe professionnelle le 11 avril 2009 lors du match de Pro D2 contre le Stade aurillacois.

## Palmarès
- Champion de France de Pro D2 en 2012 avec le FC Grenoble
- Champion de France espoirs en 2010 avec le FC Grenoble[réf. nécessaire]